# Râul Meledic
Râul Meledic este un curs de apă, afluent al râului Jgheab. 

## Hărți
- Harta Județului Buzău